# فرحان بن مشهور الشعلان
فرحان بن مشهور الشعلان ينتمي إلى أسرة الشعلان التي تتولى زعامة قبيلة الرولة من عنزة، ويتصل نسبه إلى الفارس الدريعي بن مشهور الشعلان زعيم الرولة في بداية القرن التاسع عشر الميلادي.

## نسبه
فرحان بن فهد بن برجس بن صحن بن الدريعي بن مشهور الشعلان وال شعلان عائلة يعود نسبها للرولة من عنزة وتعود جذور الرولة لجدهم زايد الجلاسي من مسلم من بكر بن وائل بن ربيعة بن نزار بن عدنان.

## خلاف آل شعلان
كان النزاع على أشده بين آل مشهور، وآل عبد الله من الشعلان على زعامة الرولة من عنزة؛ ولهذا لم تكن مشيخة الرولة ذات تسلسل ثابت بسبب الصراعات حيث انتقلت المشيخة بين هذين الفرعين في أكثر من مناسبة.[بحاجة لمصدر]

## انضمامه للإخوان
كان ابن سعود قد ضم الجوف قبل سبع سنوات وقبل ذلك كان يسيطر عليها آل شعلان، انضم فرحان بن مشهور لإخوان من أطاع الله وتحالف مع المتمردين مقابل وعد بجعله حاكماً على الجوف.

## قيادة ابن مشهور وتمرده مع الاخوان
قاد ابن مشهور قوة قوامها 150 رجلاً من قبيلة الرولة وكانوا كلهم يعتمرون عمامة الإخوان.

### تحالف مرضي الرفدي وابن مشهور
انضم فرحان المشهور إلى مرضي الرفدي واجتمعت قوات القائدين البالغة 800 رجل وانطلقا نحو الجوف من مستهل، وفي مارس/ آذار، ارتكبا المذابح والنهب في واحات الجوف[بحاجة لمصدر] ولكنهم أخفقوا في الاستيلاء على البلدة فانتقلوا إلى وادي السرحان ثم هاجموا الحويطات في شرق الأردن بنجاح جزئي فقط، فعادوا واستولوا على واحة سكاكا وكانوا يتنقلون على الدوام، كترحال البدو الرحل وتخلوا عن سكاكا وارتحلوا إلى آبار الحزول وهاجموا بعض مضارب شمر نجد، وهم رعايا لابن سعود وأرسل ابن مساعد من حائل قوة تتكون من 300 راكب جمل لاعتراضهم لكنهم وجدوا أن المتمردين يفوقونهم عدة وعدداً وبصعوبة تمكنوا من الانسحاب السريع وفي الأسبوع الثالث من أبريل/نيسان غزا مضارب أخرى لشمر في نجد وفيها رعايا ابن سعود وقتل كل الرجال وواصل طريقه باتجاه الحفر وفي ذهنه أن ينضم إلى فيصل الدويش وفي أم رضمة حاولت قوة من شمر قوامها 400 رجل ان تعترض طريقة لكنها صدت وتكبدت خسائر وأخذ يضرب كل من يعترض طريقه حتى توقف للارتواء في «الشلالة» أقصى بئر شمالاً في مجموعة آبار البشوك وكان قد أرسل رسلاً أمامه يحملون رسائل للدويش يعلن فيها عن قدومه وعاد الرسل إليه في الشلالة ومعهم رسالة الدويش يخبره فيها بهزيمة «السبلة» ويحثه على عدم المجيء إلى الأرطاوية الا بعد تحسن أحوال المتمردين، وتسبب هذا بجعل طريقه إلى سوريا خطير، وكان قد قطع 600 ميل لينضم إلى المتمردين. وكان يفصل بينه وبين سوريا شمر والحويطات وأهل الجوف وابن مساعد وتابعوه كلهم وذهب إلى حفر الباطن للارتواء وبقى معه حوالي 200 رجل ومرضي الرفدي، ثم التجأ إلى الأراضي الكويتية في 2مايو/ أيار 1929.

### اختلافه عن باقي المتمردين من الإخوان
وكان فرحان بن مشهور يختلف عن المتمردين من مطير والعجمان فقد عاش وترعرع في عائلة ثرية وأمضى شطراً من شبابه في بيوت شعر الرولة في البادية وشطر آخر في قصر النوري بن شعلان في دمشق وكان متحضراً نسبياً يعرف قيادة السيارة ودار بينه وبين غلوب باشا نقاش عن مزايا سيارته البويك والدودج.

## وفاته
في عام 1935 توفي فرحان أثر إطلاق ناري ويعتقد أنه تدبير من الحكومة الفرنسية والحكومة البريطانية.

## نظرته الدينية
يقول غلوب باشا: «رأيت فرحان ابن مشهور حين وروده العراق في ديوان السيد محمود الكيلاني النقيب السابق، وكنت حاضر المباحثة معه في بعض اوضاعنا الدينية، وكان ابن مشهور ينقدها، ويورد الآيات وبعض الأحاديث تقوية لحجته، وأن سماحة النقيب يوضح له، ويوجه أغراض أهل بغداد، ويعتذر له من أخرى ويقول: هؤلاء صلحاء لا أكثر، ولا نعتقد فيهم غير ذلك! اما ابن مشهور فإنه استمر في بيان تلك الأوضاع حتى قال: ما هذه اذن؟ (واشار إلى قبة الشيخ عبد القادر الكيلاني) ألم تكن طاغوتاً ألم يقدم لها»

## اقوال المستشرقين عنه
يقول المستشرق الألماني أوبنهاي :«تنقسم عشيرة الشعلان إلى قسمين رئيسين: أسرة المشهور وأسرة العبد الله. وقد أزاح العبد الله أسرة المشهور في مطلع القرن التاسع عشر. ومع اننا لا نمتلك معطيات أكثر حول هذا الحادث، فإننا نعرف انه سبب جفاءً عميقاً بين الأسرتين استمر إلى أيامنا، وتحول في منتصف القرن التاسع إلى حرب دامية حسمتها موقعة تل الجو خدار عام 1858م، التي أعقبها تخلي المشهور عن شيخهم الأكبر فيصل بن نايف بن عبد الله، وانضمامهم في اليوم التالي إلى ولد علي. وفي هذه الأجواء، أمر فيصل بقتل برجس المشهور، ثم سقط هو نفسه عام 1864م ضحية عمل ثأر، ولم يعرف الشعلان تعاقباً وراثياً ثابتاً».
يقول الرحالة الإنجليزي كينث وليمز عن تمرد الإخوان ودور ابن مشهور : «ولا يغيب عن أذهاننا أيضا أنه في خريف سنة 1927م خرج قسم من النجديين تحت قيادة فيصل الدويش عن طاعة ابن سعود، وأخذوا يغزون، وكان من بين هؤلاء الغزاة فرحان بن مشهور الذي جاء إلى نجد ومعه مجموعة صغيرة من البدو الذين يعتمدون في كسب قوتهم على شيء واحد وهو الغزو. وفي ربيع سنة 1929 م جمع أكبر عدد من البدو العصاة وغزا شرق الأردن، فهاجم عرب بني صخر، والحويطات، وألحق بهم خسائر فادحة، وكان من الطبيعي أن يقابل عرب شرق الأردن هؤلاء الغزاة بالمثل، فراح بدو الحويطات يغزون كل إقليم الجوف، الذي عانى ابن سعود كثيرا قبل الإستيلاء عليه، وضمه إلى نجد بعد معاهدة سنة 1925م. ـ اتفاقية حداـ، حيث قبل هذه الاتفاقيات أرسل ابن سعود للحدود الأردنية جيش يقدر بـ 2000 مقاتل بقيادة الأمير عقاب بن محيا وقد حقق هذا الجيش مايريده ووسع نفوذ الدولة السعودية وسميت هذه الغزوة بـ سنة الحرث. أما حكومة شرق الأردن فكانت في ذلك الحين عاجزة عن حماية الحويطات، وصدها عن الغزو، وتعقدت الأموربعد قيام فرحان بن مشهور مع ثواره في آذار نيسان سنة 1929م بحركة هجوم جديدة فشقوا لهم طريقا إلى جهة الكويت، والتقوا في طريقهم بفيصل الدويش، وكانت نتيجة هذه الحركة أن قبيلة الحويطات لم تقع على خصومهم الأساسيين، الذين جاؤوا خصيصا لهم، بل على رجال فيصل الدويش. واقد انضمت إلى ابن مشهور بعض قبائل الجوف المحلية كقبيلة الشرارات والرولة، وتجددت المنازعات بين ابن سعود والأمير عبد الله، وغضب ابن سعود على القبائل التي تقد على غزو أراضيه غضبا هائلا،»
يقول عبد الله فيلبي أيضا عن مصير المتمردين:«وتمكن قادة التمرد الأربعة فيصل الدويش زعيم قبيلة مطير ونايف بن حثلين زعيم قبيلة العجمان وابن لامي زعيم قبيلة الجبلان وابن مشهور زعيم الرولة من الهروب للعراق وهناك قامت القوات البريطانية بتجريدهم من السلاح واحتجازهم في انتظار نتيجة المحادثات المتعلقة بمصيرهم.».»
يقول الكولونيل ديكسون تحت عنوان غزاة مشهورون عرفتهم ويقصد بهم غزاة الإخوان:" كان فرحان بن مشهور الشعلان من قبيلة الرولة في يوم من الأيام صديقاً أثيراً للملك ولكنه انضم للمتمردين في بداية الثورة، وعاد أخيرا إلى وطنه عن طريق بغداد مع أن في ذلك خذلان كبير لفيصل ملك العراق. وقد قتل فرحان بن مشهور قرب دمشق في العشرين من أبريل عام 1935م على يدي فواز بن نواف الشعلان وكان فرحان دون شك واحدا من مشاهير الغزاة، ولكنه كان رجلا فظا غليظ القلب، وكنت أشعر في قرارة نفسي دوما بأنه رجل منافق، ولا أزال مقتنعا إلى يومنا هذا بأنه تخلى عن ابن سعود وانضم إلى المتمردين الإخوان لامن دوافع دينية بل إنه كان يأمل أن ينجح في تولي مشيخة الرولة عند وفاة الأمير نوري. تزوج ابن مشهور من فتاة من العجمان وهي ابنة محمد بن أذين وقد توفيت في العراق عام 1933م 
ويقول أيضا كينث وليامز مصوراً واقع الإخوان بعد معركة السبلة وهزيمتهم القاسية:«تقدم فيصل الدويش زعيم قبيلة مطير وابن لامي زعيم قبيلة الجبلان، ونايف بن حثلين زعيم قبيلة العجمان، وفرحان بن مشهور زعيم قبيلة الرولة ومعهم الألوف من الأتباع، فعبروا حدود الكويت والعراق، وسلموا أنفسهم، وبعد أن وعدهم ابن سعود بعدم الانتقام منهم، عادوا وليهم وملكهم الذي تمردوا عليه، أما ابن مشهور وهو من الرعايا السوريين فإنه لم يعد إلى ابن سعود هكذا انتهت الحرب الأهلية في نجد.... وعلى هذا انقضى زمن طويل بين وضع المعاهدة، وإبرامها، وفي خلال هذه المدة تعكر الجو بين الرياض وبغداد، وذلك لعدم تسليم فرحان بن مشهور زعيم قبيلة الرولة للوهابيين، وكان قد احتمى بالعراق. في نهاية سنة 1929م وفي الواقع أن هذا الزعيم احتمى بالملك فيصل، وقوانين الضيافة لم تكن لتجيز للملك فيصل تلبية رجاء ابن سعود وتسليمه كما أراد، ومع هذا فقد وعد الملك فيصل بأن يرغب ابن مشهور في العودة إلى الرياض، ووعد الملك الوهابي ابن مشهور بأنه لن يتعرض له أحد إذا عاد، ولكن هذا الداهية خشي أن يكون مصيره كمصير فيصل الدويش، أي يزج في أعماق سجن من السجون المظلمة التي في الرياض، وافق ابن مشهور على العودة عن طريق سوريا ولكن بقي فيها، فأخذ ابن سعود يلوم الحكومة العراقية أشد اللوم لأنها مكنته من الفرار»